# Blue Rondo a la Turk
Blue Rondo a la Turk est un standard de jazz composé par Dave Brubeck. Il apparaît sur l'album Time Out (1959). C'est l'un des rares morceaux de jazz de son époque à avoir été composé en 
, une signature rythmique peu courante.

## À propos
Écrit en 
, Blue Rondo a la Turk parait sur l'album Time Out, dédié en bonne partie à l'exploration des signatures rythmiques inhabituelles,.
Le titre de ce morceau représente le triple métissage dont il est issu :
- Blue se réfère au blues : les solos sont construits sur des blues classiques de douze mesures[2] ;
- Rondo signifie qu'il est construit sous la forme couplets-refrain selon la terminologie classique[2]. C'est particulièrement visible au début des solos, quand le thème revient entre quelques mesures d'improvisation de Paul Desmond[2] ;
- a la Turk parce qu'il emprunte un rythme de danse turque et grecque, comme le karsilamas, à quatre temps inégaux : trois temps à deux croches et un temps à trois croches (noire, noire, noire, noire pointée, ou 2-2-2-3)[3],[2].

On peut voir dans ce morceau l'influence de Béla Bartók sur Brubeck. En effet, Bartók a beaucoup utilisé dans sa musique des métriques impaires (7/8, 9/8…) Certains phrasés du Blue Rondo a la Turk peuvent rappeler certaines Danses bulgares des Mikrokosmos de Bartók, particulièrement la 6e.

## Reprises

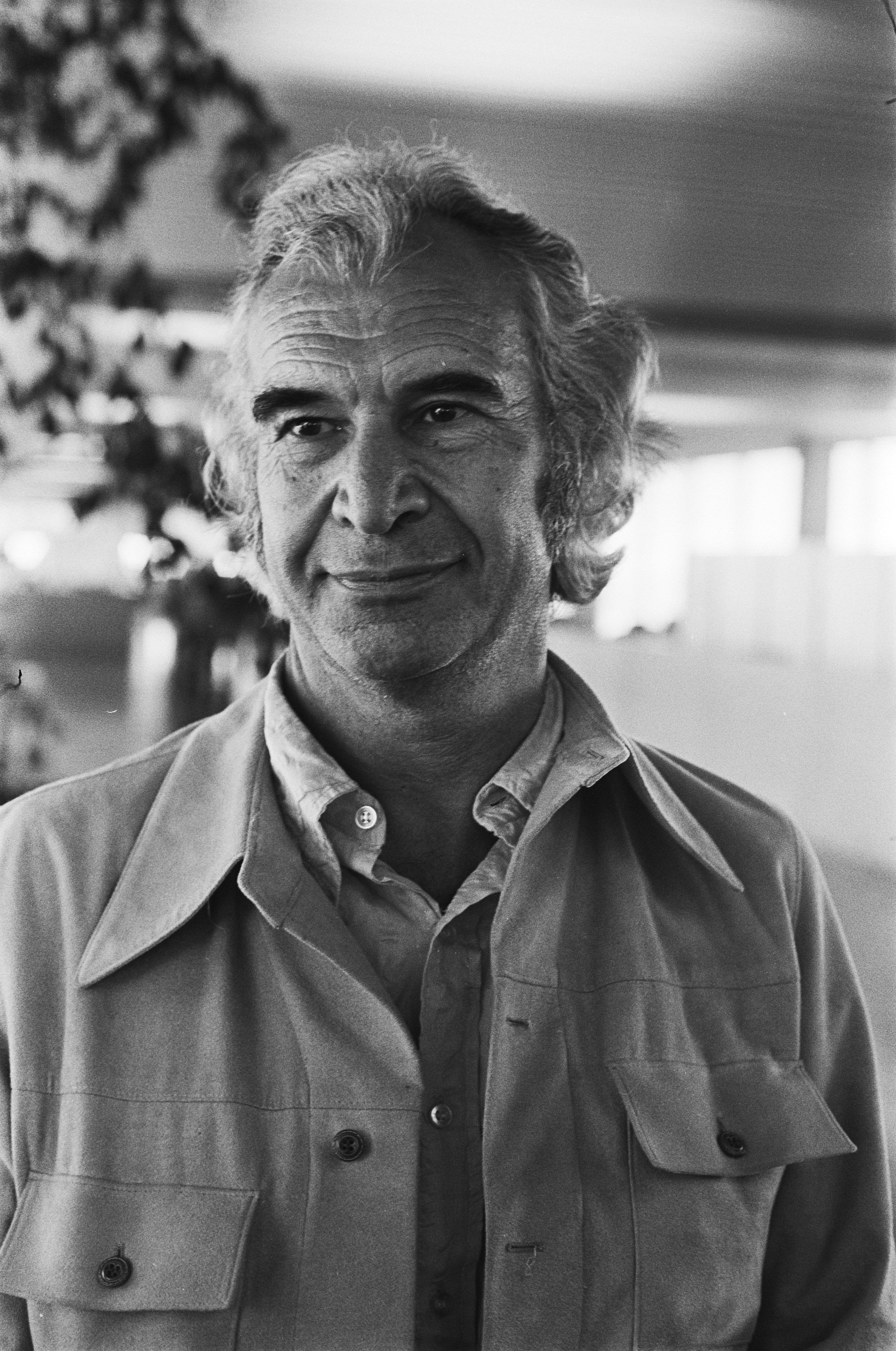
Dave Brubeck en 1977.

### En jazz
Plusieurs musiciens ont repris Blue Rondo a la Turk, dont :
- Elek Bacsik sur  The Electric Guitar Of The Eclectic Elek Bacsik (1962)
- Roy Meriwether sur The Seventh Son (1967)
- Jean-Charles Capon, Richard Galliano et Gilles Perrin sur l'album du même nom (1982)
- Barbara Dennerlein sur Orgelspiele (1984)
- Ron McCroby sur The Other Whistler (1984)
- Jean-Félix Lalanne sur Jazzland (1992)
- Anthony Braxton sur 20 Standards (2003)
- Romane et Stochelo Rosenberg sur Double Jeu (2004)

Al Jarreau en joue une version vocale sur son album Breakin' Away (en) (1981). Le morceau, intitulé (Round, Round, Round) Blue Rondo à la Turk est récompensé du Grammy Award de la meilleure interprétation vocale masculine de jazz.

### Dans d'autres styles
Des musiciens ont adapté Blue Rondo a la Turk dans d'autres styles :
- Claude Nougaro, en 1965, a écrit la chanson À bout de souffle, en reprenant le thème musical Blue rondo a la turk[6].
- Le combo rock de Keith Emerson The Nice propose une version psychédélique du standard sur The Thoughts of Emerlist Davjack en 1967, puis partiellement avec Emerson, Lake and Palmer en live (Live at the Isle of Wight Festival 1970, Live at the Royal Albert Hall…)
- Gilberto Puente version samba sur El mejor guitarrista de México  (1968)
- Le groupe anglais Status Quo fait un clin d’œil au Blue rondo a la turk à la fin du morceau Is it really me?/Gotta go home sur l'album Ma Kelly's Greasy Spoon (1970).
- Cette musique sert de jingle au début des années 2000 pour la banque CIC.
- Le guitariste Paul Gilbert en donne une version rock sur Vibrato (en) en 2012[7].
- L'organiste Don Airey le joue version rock sur Keyed Up en 2014[8].